# Федько, Виталий Филиппович
Виталий Филиппович Федько (11 апреля 1954 года, Орджоникидзе – 16 мая 2019, Санкт-Петербург) — основатель киностудии «Корона Фильм», генеральный директор медиагруппы «Война и Мир», создатель медиаканала «Война&Мир», медиа-продюсер, режиссёр, композитор, создатель медиа-концепций.

## Биография
В пионерском лагере «Орлёнок» попал в морской отряд, проходил практику на катере, командир определил его: «этот пацан точно будет связан с морем», но, тем не менее, он не выбрал морскую специальность. Окончил музыкальное училище, затем Ленинградскую консерваторию по классу композиции.
С 1986 г. по 1988 год являлся продюсером, сценаристом и композитором первого Праздника города «День Рождения Ленинграда» (1986 г.), а также концепт-праздников «Осенний балет Птиц» и «Дерево Жизни» (1987 г.), «Руна Балтики» (1988 г.).
На рубеже 80-90-х проходил курсы психологии, медитации, теории сознания, теории управления и времени, теории систем в монастыре Своямбху Линг (Swayambhu Ling, Катманду, Непал). Участвовал в основании первых в России дхарма-центров буддийской традиции Карма Кагью.
Примерно в это же время начал работать в популярной в перестроечное время телепрограмме «Пятое колесо». Играл в «Поп-Механике». Принял участие в записи альбома Сергея Курёхина «Воробьиная оратория».
Ссылаясь на политическую и социально-экономическую обстановку в стране, Виталий Федько решает, что обществу будет не до музыки, в то время как:

медиа станут тем, чем были уголь и сталь в начале XX века для геополитики
Имея практику производства телепрограмм, полученную в «Пятом колесе» и опыт съемок 12-минутных короткометражек о Петербурге для французского телеканала France 3 он решает создать киностудию. «Корона Фильм» была официально зарегистрирована на следующий день после принятия закона, разрешающего создавать частные предприятия.
«Корона Фильм» основанная, в 1992 г., занимается производством научно-популярных документальных программ о науке и технике, а также об истории и искусстве совместно с Discovery, ARTE и другими европейскими каналами.
Во второй половине 90-х закончил учебные курсы для продюсеров, организованных Eureka Audiovisual, FOCAL, Media Business School.
В разное время инициатор и участник более чем 80 музыкально-фольклорных и этнологических экспедиций (Кавказ, Карпаты, Украина, Русско-Белорусское пограничье, Урал, Забайкалье, Сибирь, Литва, Франция, Великобритания, Германия, Центральная Азия, Непал, Южная Америка, Экваториальная Африка).
На рубеже веков происходит поворот, предсказанный командиром катера детского лагеря «Орлёнок» Виталий Филиппович обращается к теме Военно-Морского флота России.
В 2001 г. принимает участие в боевом походе и пусках баллистических ракет атомного стратегического подводного ракетоносца «Северсталь». На основании материалов, снятых во время похода съемочной группой «Корона Фильм», впоследствии создается документальная картина «Русская Акула» («Mission Invisible» в иностранной версии).
Киностудия «Корона Фильм» во главе с Федько, единственной из СМИ, допускается до съемок операции по подъему К-141 «Курск». А в 2002 г. — на основании материалов, полученных во время съемок операции по подъему «Курска», учреждает «Экспозицию особого назначения», посвящённую операции подъема. Для экспозиции были отобраны фотографии и видеоматериалы, а также предметы с затонувшего корабля, пространство было организовано таким образом, что создавало атмосферу, присущую операции. В. Ф. Федько, будучи одним из участников беспрецедентной операции по подъёму, полученные эксклюзивные кадры подъёма АПЛ «Курск», воплотил в фильмах: «Семья капитана», «Подъём Курска», «Проект – 949. Одиссея атомной подводной лодки», «На грани жизни» (Из цикла передач «Морская Сила России»)
Кроме того, команда Виталия Федько сделала множество уникальных снимков. Фотоальбом «Курск» вышел тиражом всего 10 экземпляров. Один из них находится у президента РФ.
В 2001 году генеральный директор «Короны Фильм» занимается организацией проведения впервые в России полуфинала премии Эмми в номинации «Фильмы об искусстве» в Санкт-Петербурге. Спустя три года, Виталий Федько вновь инициирует проведение полуфинала Эмми в Петербурге, в этот раз в России рассматривались две из восьми номинаций: лучшие европейские документальные программы об искусстве и лучшие художественные фильмы. Эмми 2001 года стала для России неким прорывом на мировой рынок телеиндустрии. Как заметил вице-президент Международного совета академии телевизионных искусств и наук Жорж Леклер:

Я вижу большие перспективы этого проекта. В условиях ценностного кризиса в Америке, люди стремятся получить альтернативные видения и понимания происходящего. Содержание и общая направленность телеканала «Война & Мир» как нельзя лучше встречаются с этим запросом зрителей в США.
В 2003 году Виталий Филиппович запускает в Москве в тестовую эксплуатацию проект «Сармат01» — широкополосное интерактивное ТВ, «из-за несовершенства сети проект не получил в Москве достаточного развития», в 2005 году начинается пробная реализация проекта в Петербурге. В это же время Федько занимается продюсированием «ключевых» программ — для серии тематических вечеров ARTE посвящённых 300-летию Санкт-Петербурга.
В 2007—2008 гг. идет работа над проектами «Лунный танк», «Зов Пришельцам» и «Морская Сила России».
29 ноября 2011 года предприятие, основанное Федько, ОАО Медиа группа «Война и Мир» выводит свои акции на фондовую биржу, в сектор инноваций и инвестиций ММВБ. В Совет директоров общества избираются заметные люди из мировой телеиндустрии. Начинается этап 

бизнес-деятельности с аурой некоей «бесовщины»
 характеризуемый необычной миссией, символикой, названием и событиями вокруг торгов.
В настоящее время[когда?] возглавляет медиагруппу «Война и Мир», является генеральным продюсером киностудии «Корона Фильм» и креативным директором медиаканала «Война&Мир», ведёт курс «Режиссёр документального кино» в Санкт-Петербургской международной киноакадемии.

## Научная деятельность
Виталий Федько ведет научную деятельность. С 2007 года является преподавателем в Санкт-Петербургском Гуманитарном Университете Профсоюзов.
Является автором научных статей:
1. «Логика бинарного кода в аланской и славянской традиционной музыке». /IV Санкт-петербургский международный культурный форум/Санкт-Петербург/ 2015.
2. «Принцип бинарного кода как формообразующий элемент в аланской и славянской традиционной музыке»./Единство и многообразие славянского мира: наука, культура, искусство, : Материалы Международной научно-практической конференции (Санкт-Петербург, 19-20 октября 2015 г.)/[Ред.и сост. А.А. Тимошенко] Российский институт истории искусств.— Спб.: Изд-во РИИИ, 2015- 120 с.
3. «Модель Козинского. Конец эпохи «индустриальных» СМИ?/ Электронные средства массовой информации: вчера, сегодня, завтра: X I Всероссийская научно-практическая конференция, 7 апреля 2017 г.—СПб.: СПбГУП, 2017.— 120с.
4. «Ансамбль Мациевского как феномен музыкальной культуры Ленинграда конца XX в.»/VII Международная научная конференция «Петербург и национальные музыкальные культуры» 19-20 октября 2016г.

## Фильмография
| 1991       | Кармапа                                       | зелёная ✓ | зелёная ✓ | зелёная ✓ | «Корона Фильм» для «Первого канала» |
| 1991       | Переименованный город                         | зелёная ✓ | зелёная ✓ | зелёная ✓ | Создан для France 3. |
| 1992       | Тот кто видит                                 | зелёная ✓ |           | зелёная ✓ | В совместном производстве с BRTN (Бельгия) |
| 1994-1995  | Балерина                                      |           | зелёная ✓ | зелёная ✓ | «Корона Фильм» для BBC |
| 1994-1995  | Кронштадт                                     |           | зелёная ✓ | зелёная ✓ | «Корона Фильм» для BBC |
| 1996       | Люди грома                                    | зелёная ✓ | зелёная ✓ | зелёная ✓ | |
| 1997       | Сибирский Будда                               |           | зелёная ✓ | зелёная ✓ | Участник русского антропологического кинофестиваля. |
| 2001       | Московский ангел                              |           |           | зелёная ✓ | Финалист второго национального конкурса документальных фильмов и телепрограмм Лавровая ветвь (премия) в 2001 году. |
| 2001       | Подъём Курска                                 | зелёная ✓ |           | зелёная ✓ | Создан для канала Discovery Channel и NBC USA. |
| 2002       | Семья капитана                                | зелёная ✓ |           | зелёная ✓ | Фильм вошел в тройку самых рейтинговых документальных программ Франции последних лет. |
| 2002       | Проект – 949. Одиссея атомной подводной лодки | зелёная ✓ |           | зелёная ✓ | Фильм удостоен Гран-при «Золотой Якорь» на 34-м Международном кинофестивале в Тулоне (Франция),. |
| 2002       | Русская «Акула»                               | зелёная ✓ | зелёная ✓ | зелёная ✓ | «Гран-при» Третьего Международного фестиваля морских документальных фильмов. Фильм вошел в десятку самых рейтинговых фильмов России, Германии, Франции, Швеции, Канады и других стран.                                              |
| 2003       | В поисках бессмертия                          |           |           | зелёная ✓ | Короткометражный. Создан по заказу «Первого канала». |
| 2007       | Зов Пришельцам                                |           |           | зелёная ✓ | Вошел в общеевропейскую программу развития кинематографистов Masterschool Films 2008, Documentary Сampus. |
| 2007       | Лунный танк                                   |           |           | зелёная ✓ | Награды: - International Film Festival of Toulon (France) Archives Prize (Jacques Henri Blake Award) - MEDIMED (Spain) Official Selection - ORLDMEDIA Festival (Germany) Intermedia Globe Gold Award: Best Film (Politics Category) |
| 2006-2009  | Морская Сила России                           | зелёная ✓ | зелёная ✓ | зелёная ✓ | Номинант кинофестивалей «Люди и корабли 2010», а также «Море зовет — 2009». |
| 2013- 2015 | Артефакты                                     | зелёная ✓ | зелёная ✓ | зелёная ✓ | Серия шорт-фильмов. Короткометражный жанр «Артефакта» в 2015 году получил авторитетную премию фестиваля «VideoLike Festival», Приз за самое неожиданное решение новой эпохи кинематографа.                                          |
| 2015-2015  | Территория Мира                               | зелёная ✓ | зелёная ✓ | зелёная ✓ | Создан для Телеканала «Война & Мир», при поддержке Министерства Информации республики Белоруссия и компаний «ТВ Век» и «8 канал»..                                                                                                  |
| 2015-2016  | Каспийский страж                              | зелёная ✓ | зелёная ✓ | зелёная ✓ | Создан по заказу ФСБ РФ. |

## Достижения
- Участник экспертного состава Documentary Campus[32].
- Получил награду «За подъём Курска», учреждённую ЦКБМТ «Рубин» за освещение в СМИ операции по подъёму затонувшей подводной лодки «Курск»[33].
- Награждён медалью «Адмирал Советского Союза Н.Г. Кузнецов».
- Тематический телеканал «Война&Мир», созданный Виталием Филипповичем, получил особую отметку Международной Академии телевизионных наук и искусств (Нью-Йорк)[34].

Неоднократно приглашался в состав жюри по присуждению наиболее авторитетных и престижных профессиональных премий в области телевидения и кино:
- Международная Академия Телевизионных Наук и Искусств (Нью-Йорк), — входил в состав членов правления, 2001—2004 г., что априори предполагает участие в жюри по присуждению премии Эмми[35].
- Международный телевизионный фестиваль BANFF (The Rockie Awards) — неоднократное включение в состав жюри по судейству конкурсных фильмов[36][37][38].
- IMPACT Intelligent Content for TV, Film & Web — судейство в номинации «Best Docu-Drama»[39].
- VideoLike Festival 2015, Санкт-Петербург — председатель жюри[40].